# Otto August Rühle von Lilienstern

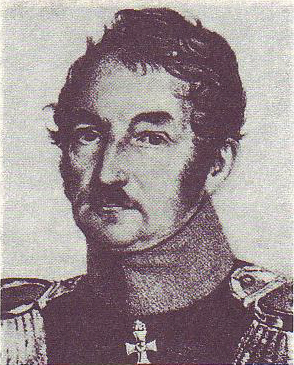
Tenente-general
Otto August Rühle von Lilienstern

Johann Jakob Otto August Rühle von Lilienstern (Berlim, 16 de Abril de 1780 — Salisburgo, 1 de Julho de 1847) foi um escritor militar, tenente-general e chefe do Estado-Maior prussiano.